# Mohammed Jawad Khalifé
Mohammad Jawad Khalifé, né en 1961 à Sarafand au Sud-Liban, est un homme politique et chirurgien libanais, proche du mouvement Amal dirigé par Nabih Berri.

## Biographie
Il a étudié la médecine en se spécialisant dans la chirurgie générale à l'université américaine de Beyrouth. Il est médecin et professeur à l’Hôpital américain de l'université américaine de Beyrouth.
Il entre au gouvernement en octobre 2004 comme ministre de la Santé du gouvernement d'Omar Karamé. En avril 2005, il conserve le ministère de la Santé et devient également ministre Affaires sociales au sein du gouvernement de Najib Mikati. Dans les deux cabinets successifs de Fouad Siniora et celui de Saad Hariri, il conserve le ministère de la Santé.
Il a tenté de mettre en place une réforme de la tarification des médicaments au Liban.
Le 11 novembre 2006, à la suite de l'échec des négociations entre les partis libanais sur la formation d'un gouvernement d'union nationale, dans lequel le Hezbollah, Amal et leurs alliés disposent d'une minorité de blocage, Mohammad Jawad Khalifé présente sa démission du gouvernement. Le Premier ministre Fouad Siniora la refuse et le pays plonge dans une grave crise politique. Les tentatives de règlement échouent et les ministres démissionnaires (Khalifé, Trad Hamadé, Faouzi Salloukh, Talal Sahili et Mohammad Fneich) insistent sur leur position. 